# Pallanuoto ai V Giochi panamericani
Il V torneo panamericano di pallanuoto si disputò nell'ambito dei V Giochi panamericani dal 25 luglio al 1º agosto 1967 nella città canadese di Winnipeg.
Le sei squadre partecipanti disputarono un girone unico. Gli Stati Uniti conquistarono il loro secondo titolo continentale.

## Risultati
| 25 luglio 1967 15:30 | Stati Uniti | 15 – 0 | Colombia |  |

| 25 luglio 1967 21:00 | Brasile | 6 – 5 | Messico |  |

| 26 luglio 1967 13:00 | Messico | 3 – 2 | Cuba |  |

| 26 luglio 1967 14:00 | Brasile | 11 – 3 | Colombia |  |

| 26 luglio 1967 21:00 | Stati Uniti | 16 – 1 | Colombia |  |

| 27 luglio 1967 16:00 | Stati Uniti | 4 – 3 | Brasile |  |

| 27 luglio 1967 21:00 | Messico | 7 – 1 | Canada |  |

| 29 luglio 1967 14:00 | Cuba | 12 – 1 | Colombia |  |

| 29 luglio 1967 21:00 | Brasile | 10 – 1 | Canada |  |

| 30 luglio 1967 | Stati Uniti | 4 – 2 | Messico |  |

| 30 luglio 1967 21:00 | Cuba | 7 – 2 | Canada |  |

| 31 luglio 1967 | Brasile | 6 – 5 | Cuba |  |

| 31 luglio 1967 | Messico | 10 – 3 | Colombia |  |

| 1º agosto 1967 09:30 | Canada | 8 – 5 | Colombia |  |

| 1º agosto 1967 16:00 | Stati Uniti | 9 – 3 | Cuba |  |

## Classifica finale
|         | Squadra     | Punti | G | V | N | P | GF | GS | Diff |
| ------- | ----------- | ----- | - | - | - | - | -- | -- | ---- |
| Oro     | Stati Uniti | 10    | 5 | 5 | 0 | 0 | 47 | 9  | +38  |
| Argento | Brasile     | 8     | 5 | 4 | 0 | 1 | 36 | 18 | +18  |
| Bronzo  | Messico     | 6     | 5 | 3 | 0 | 2 | 27 | 16 | +11  |
| 4.      | Cuba        | 4     | 5 | 2 | 0 | 3 | 29 | 21 | +8   |
| 5.      | Canada      | 2     | 5 | 1 | 0 | 4 | 13 | 45 | -32  |
| 6.      | Colombia    | 0     | 5 | 0 | 0 | 5 | 12 | 55 | -43  |

## Fonti
- (EN) Todor66.com - Sport statistics Archive, su todor66.com.